# Clematis tuaensis
Clematis tuaensis är en ranunkelväxtart som beskrevs av Hansjörg Eichler och Wen Tsai Wang. Clematis tuaensis ingår i släktet klematisar, och familjen ranunkelväxter. Inga underarter finns listade i Catalogue of Life.